# Ferrocarril de Bodmin y Wadebridge
El Ferrocarril de Bodmin y Wadebridge (nombre original en inglés: Bodmin and Wadebridge Railway) fue una línea ferroviaria inaugurada en 1834 en Cornualles, Inglaterra, Reino Unido. Se construyó para conectar los muelles de Wadebridge con la ciudad de Bodmin y también con las canteras de Wenfordbridge. Se había previsto que transportara minerales hacia el puerto de Wadebridge; y arena de mar (utilizada para mejorar tierras agrícolas), hacia el interior. Parte de la línea también se dedicó al transporte de pasajeros.
Fue la primera línea ferroviaria a vapor en el condado, 25 años anterior a la llegada de la línea principal que permitió la conexión con Londres.
La compañía del ferrocarril siempre estuvo muy escasa de dinero, tanto para la construcción inicial de la línea como para su explotación. En 1847 fue comprada por el Ferrocarril de Londres y del Suroeste, que esperaba obtener un acceso temprano a Cornualles para su red, pero en la práctica la conexión se retrasó durante años y la pequeña línea estuvo aislada durante mucho tiempo.
La extracción de arcilla caolinítica para la elaboración de porcelana se desarrolló en Wenfordbridge y mantuvo el tráfico de minerales en la línea durante muchos años, pero el uso por parte de los viajeros disminuyó hasta el punto de que la línea se cerró al tráfico de pasajeros en 1967. Por su parte, el transporte de caolín continuaría hasta 1978.
Gran parte de la ruta ahora forma parte del Camel Trail, un sendero para bicicletas y peatones que discurre entre las localidades de Wenfordbridge y Padstow.

## Orígenes

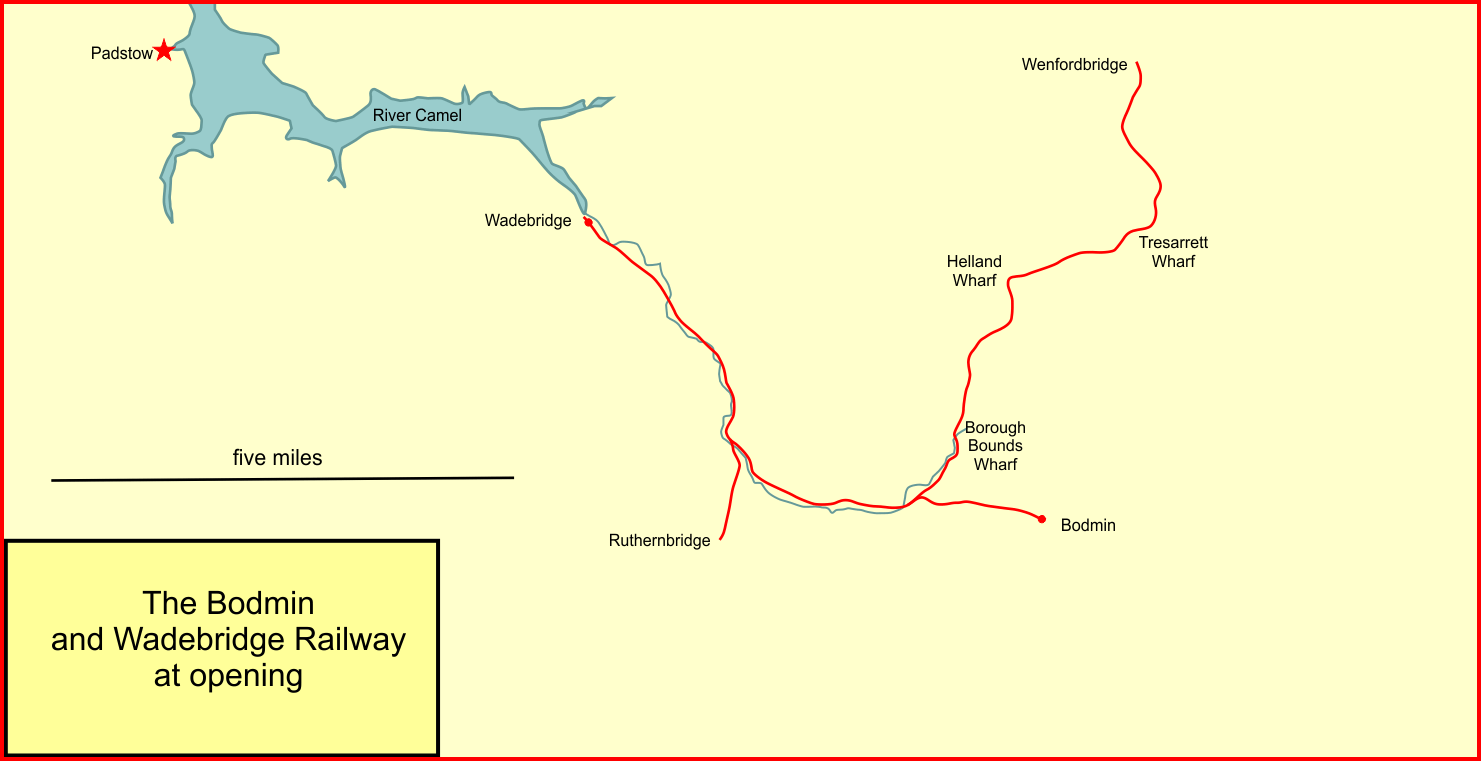
Red del Ferrocarril de Bodmin y Wadebridge en 1834

Los representantes de los intereses locales obtuvieron la autorización parlamentaria para construir el Ferrocarril de Bodmin & Wadebridge desde las minas de menas metálicas cercanas a Wenford hasta el puerto situado en Wadebridge, para el posterior transporte costero del mineral. La arena de mar, que se usaba para mejorar las tierras agrícolas, también se traería de Wadebridge. Además, la línea iba a tener un ramal a Bodmin y un segundo ramal de una milla a Ruthern Bridge.
La línea se inauguró formalmente el 30 de septiembre de 1834, aunque el recorrido de prueba y el transporte de pago de pasajeros y minerales ya se había llevado a cabo desde julio. La vía general consistía en rieles en barras de 15 pies (4,6 m) de 42 libras por yarda (20,8 kg/m) sobre bloques de piedra de 20 x 20 pulgadas (50,8 x 50,8 cm). Se construyó con el ancho de vía estándar.
Al principio solo había una locomotora, llamada "Camel", un solo coche de pasajeros, y muy pocos vagones, pero a partir de junio de 1836 se obtuvo una segunda locomotora, llamada "Elephant".
El transporte regular de pasajeros solo se operó entre Bodmin y Wadebridge, y nunca en los ramales. No había estaciones intermedias, pero el abordaje en cualquier lugar intermedio estaba permitido semioficialmente y los pasajeros eran alojados en el furgón de herramientas en los ramales de Ruthernbridge y Wenfordbridge.
El servicio de trenes parece haber sido muy irregular, probablemente debido a problemas mecánicos con las locomotoras, y durante muchos años (probablemente desde 1841) el servicio de pasajeros consistía en un tren desde Wadebridge los lunes, miércoles y viernes, regresando los demás días de la semana.
Los minerales y las mercancías eran el tráfico dominante, y había numerosos muelles; la empresa usó el término tomado de la operación del canal, y la persona a cargo de cada muelle era un guardamuelles.
Los muelles y las conexiones de los apartaderos estaban en:
- Ruthern Bridge; una terminal de mercancías y minerales en su propio ramal; esto sirvió a pequeñas minas de cobre, plomo y hierro;
- Denby Sing; cerca de Nanstallon Halt; al servicio de una mina de hierro;
- Borough Bounds Wharf, más tarde también conocido como Dunmere Wharf; en el lado de Wenfordbridge de Boscarne Junction; llevaba grano a Hawke's Mill;
- Penhargard Siding, utilizado principalmente para madera;
- Helland Wharf;
- Tresarratt Quarry;
- Parkyn's Stump Oak;
- Tresarratt Wharf;
- Wenfordbridge.[6]

Aunque la exportación de granito y el transporte de arena marina aumentaron en volumen, el tráfico de pasajeros siguió siendo insignificante y la línea permaneció irremediablemente débil financieramente. Además, una serie de desastres, incluidas graves inundaciones que dañaron puentes y obras de drenaje, acabaron con cualquier pequeño beneficio que dejaban las operaciones. Una inundación notable fue la del domingo 25 de julio de 1847 cuando dos puentes fueron arrasados, y se informó del evento en lugares tan lejanos como Londres.

## Adquisición
En el período a partir de 1835 existía una gran preocupación en el área de Falmouth por regenerar la importancia menguante de la ciudad, y en sus pensamientos estaba la conexión ferroviaria a Londres. Varias propuestas se presentaron y fracasaron, pero un proyecto denominado Ferrocarril Central de Cornwall & Devon (C&DC) obtuvo apoyo para una línea de ancho estándar siguiendo una ruta interior, formando una alianza con otras líneas para obtener acceso a Londres a través del Ferrocarril de Londres y del Suroeste. La empresa aún no había obtenido la aprobación parlamentaria para la construcción, pero compró la Línea de Bodmin & Wadebridge por 35.000 libras esterlinas.
De hecho, el C&DC no pudo obtener la aprobación de su línea, y la propia empresa del Ferrocarril de Londres y del Suroeste compró la Línea de Bodmin & Wadebridge por las mismas 35.000 libras esterlinas a la empresa del C&DC en 1847. El LSWR ahora poseía una empresa con grandes pérdidas, una pequeña línea todavía a más de cien millas de su propia red. La compra no tenía autorización parlamentaria, y a menudo se describe como ilegal. De hecho, las actividades de las empresas constituidas por Ley del Parlamento estaban limitadas por los términos de la Ley, y el LSWR no tenía la facultad de adquirir otra empresa ferroviaria; su acción al hacerlo se describiría mejor como un acto al margen de la legalidad.
Sin perjuicio de lo lejos que se encontraba todavía la red del nuevo propietario, el LSWR aportó recursos financieros, y la línea local continuó sus operaciones con un poco más de seguridad que antes, mientras seguía teniendo pérdidas considerables. Sin embargo, el Ferrocarril de Bodmin & Wadebridge siguió desempeñando un papel importante en la batalla que se estaba librando entre el LSWR y sus aliados, y el GWR y los suyos.
Varias empresas nominalmente independientes buscaron apoyo y poderes parlamentarios para las líneas que conectan con el Ferrocarril de Bodmin & Wadebridge; entre ellos se encontraba el Ferrocarril de Launceston, Bodmin y Wadebridge, que obtuvo sus poderes en 1864, pero nunca llegó a usarlos.
En 1873, el Ferrocarril de Devon & Cornwall, una empresa de vía estándar, trató de obtener la autoridad parlamentaria para hacer extensiones en los dos condados en su nombre, incluido un ferrocarril desde cerca de Okehampton hasta Wenfordbridge, para poder acceder a Wadebridge; pero la propuesta fue rechazada en el Parlamento.
Alrededor de 1880 se abrió un nuevo apeadero, llamado Shooting Range Platform. Era lo suficientemente largo para un solo coche, y estaba ubicado en el lado suroeste de la línea. Había un campo de tiro (de otro modo inaccesible) entre el ferrocarril y un meandro del río Camel, frente a Derry's Wood. Los trenes se detenían allí solo con autorización por escrito del Ejército.
En 1882 se aprobó una ley para el llamado Ferrocarril del Norte de Cornualles para construir una línea desde Padstow a través de Wadebridge hasta Halwill, donde el LSWR ahora tenía su línea. Se firmaron acuerdos de operación hasta Okehampton para los trenes del Ferrocarril del Norte de Cornualles, que había querido derechos de circulación hasta Exeter. Pero ahora el LSWR estaba iniciando una política más amistosa con su rival, el GWR, y para evitar hostilidades, su avance se detuvo en Okehampton. Iba a haber un cruce triangular en Pendevy Bridge, el punto donde la nueva línea de Halwill se encontraba con la de Bodmin & Wadebridge, un poco al este de Wadebridge, y la Ley incluía poderes para mejorar la línea de Bodmin & Wadebridge, incluida la realización de siete mejoras de trazado para eliminar las curvas muy pronunciadas en la línea.
De hecho, mediante una ley de 1883, el LSWR asumió la función de realizar esas mejoras y, el 1 de julio de 1886 absorbió formalmente la Línea de Bodmin & Wadebridge. La compra semilegal anterior quedó finalmente autorizada por la Ley del Parlamento del 25 de junio de 1886.

## El GWR llega a Bodmin
El Great Western Railway había formado una alianza con otras compañías ferroviarias de vía de gran ancho en el oeste de Inglaterra: la agrupación era conocida como las Compañías Asociadas. En 1876 se fusionaron bajo el nombre del Great Western Railway, y esa compañía persiguió un interés activo en el desarrollo de los ferrocarriles en Cornualles. En años anteriores, las Compañías Asociadas y las llamadas compañías de vía estrecha (el LSWR y sus aliados) eran hostiles entre sí, pero por entonces la enemistad estaba disminuyendo.
Se había realizado una propuesta anterior para tender una línea de vía ancha desde el Ferrocarril de Cornualles cerca de la estación de Bodmin Road hasta la estación en Bodmin del Bodmin & Wadebridge, con andenes de intercambio para el transbordo necesario de vagones de vía ancha a vagones de vía estándar allí. Esto había sido autorizado por la Ley del Parlamento en 1864, pero se eliminó en 1876.
Para 1882, las relaciones entre el GWR y el LSWR habían mejorado lo suficiente como para que se llevaran a cabo conversaciones constructivas sobre la conexión del GWR a Wadebridge y para mejorar la línea de Bodmin & Wadebridge en sí (la línea se había construido con curvas muy pronunciadas y una vía de construcción ligera). La Great Western Company obtuvo poderes para hacer una conexión de ancho estándar, y el 27 de mayo de 1887, el GWR abrió una línea desde Bodmin Road hasta su propia estación de Bodmin en la ciudad. Más adelante la estación se conoció como Bodmin General.
Al año siguiente, el 3 de septiembre de 1888, el GWR construyó una extensión de su estación de Bodmin para unirse a la línea de Bodmin & Wadebridge, en Boscarne Junction.
El LSWR suspendió sus propios trenes de pasajeros en la línea de Bodmin & Wadebridge desde el 1 de noviembre de 1886 para realizar las mejoras. Los trenes de mercancías también se suspendieron, y los trenes del Great Western Railway eran los únicos en la línea, que partían de su propia estación de Bodmin. En 1891, se requirió otra ley parlamentaria para permitir la extensión del plazo para la realización de estas obras, que aún incluían la reducción sustancial de las curvas pronunciadas en Grogley y Dunmere, y la mejora de la totalidad de la sección desde Boscarne Junction hasta Bodmin (la estación del B&WR), así como la extensión de la estación de Wadebridge.

## Integración con las líneas del LSWR

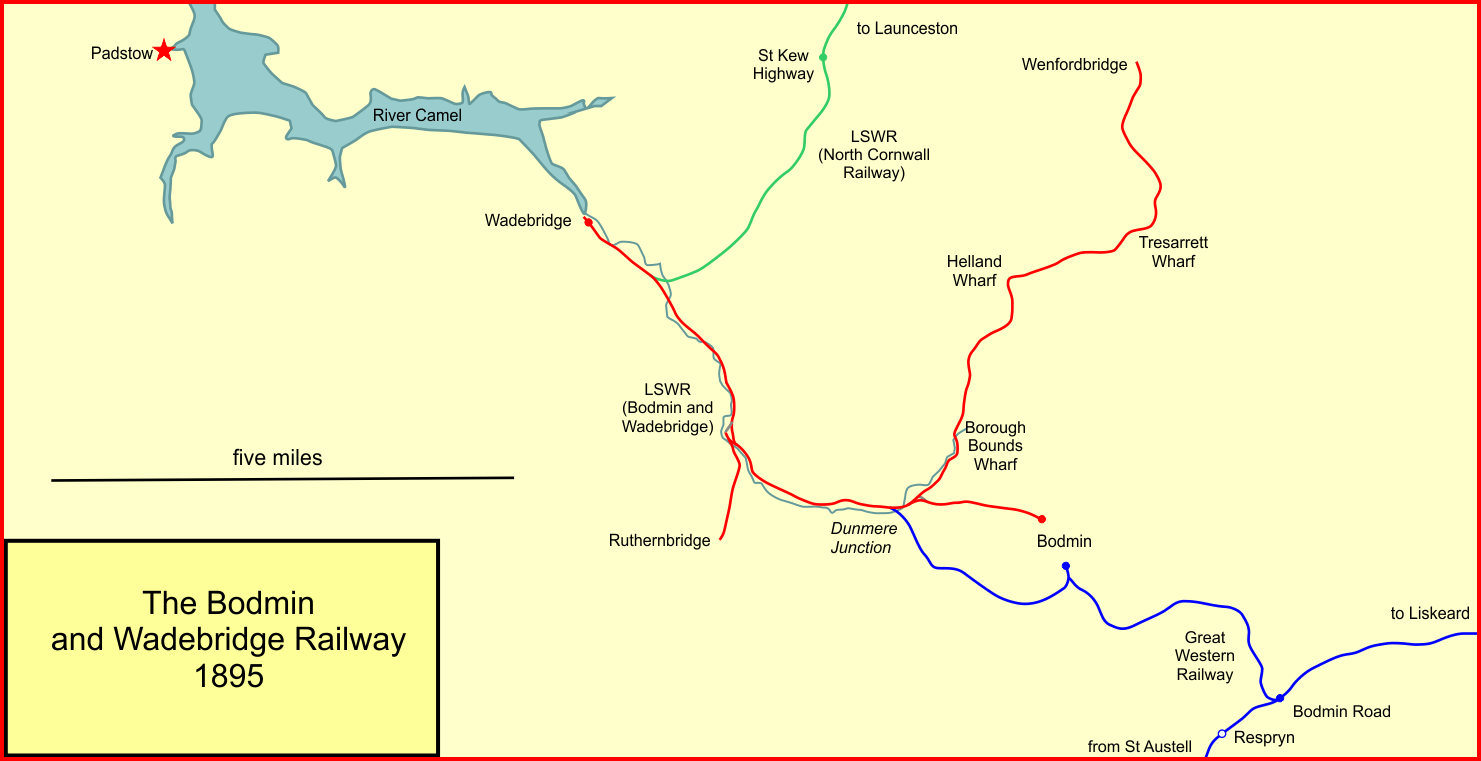
Red del Ferrocarril de Bodmin & Wadebridge en 1895

La construcción de la línea del Norte de Cornualles desde Halwill se retrasó mucho debido a la dificultad para reunir el capital necesario y, después de varias extensiones de plazo, se abrió para permitir el paso de un tren de mercancías especial el 31 de mayo de 1895 y por completo el 1 de junio de 1895. El brazo oriental planificado de la unión triangular con Bodmin y Wadebridge había caído en el olvido mucho tiempo antes. La línea del Norte de Cornualles convergió con la línea de Bodmin & Wadebridge en Wadebridge Junction, aproximadamente una milla al este de Wadebridge.
Padstow tuvo que esperar aún más, y después de otra aprobarse otra ley adicional, la sección de Wadebridge a Padstow se abrió al público el 27 de marzo de 1899.
El 1 de noviembre de 1895, el LSWR reanudó la circulación de trenes en la sección de Bodmin y Wadebridge y, por lo tanto, los viajes de la Estación de Waterloo en Londres a Bodmin, cambiando en Wadebridge, se hicieron factibles, tomando de 7 horas y 18 minutos a aproximadamente 9 horas. El GWR continuó con su servicio de siete trenes al día.

## ElsigloXX

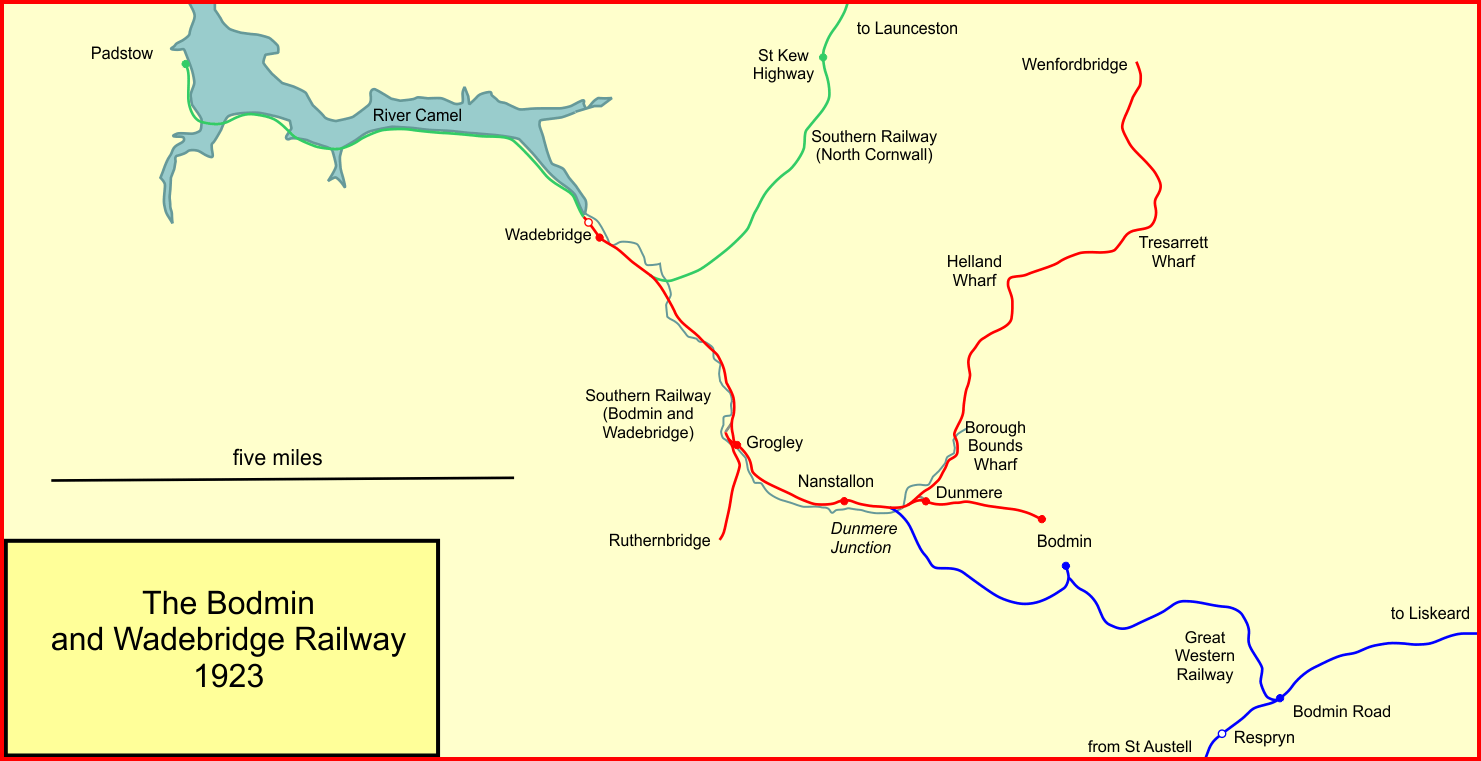
Red del Ferrocarril de Bodmin & Wadebridge en 1923

El tráfico en la línea se mantuvo muy ligero y el LSWR puso en servicio coches automotores de vapor de la clase H13, capaces de acomodar a 40 pasajeros. Al mismo tiempo, se abrieron paradas intermedias en Grogley Halt, Nanstallon Halt y Dunmere Halt el 2 de julio de 1906. Mitchell y Smith también se refieren a un andén para el Hospital St Lawrence, cerca de la carretera a Nanstallon, inaugurado en 1906 y cerrado en 1917. El hospital aparece denominado como "Asilo de lunáticos del condado" en el mapa del Ordnance Survey de 1908, pero no se muestra el andén. La ubicación debió de haber sido en St Lawrence Road.
Se tendió una doble línea desde Wadebridge Junction hasta Wadebridge, un trazado que iba desde la línea del Ferrocarril del Norte de Cornualles y el otro desde la línea de Bodmin. Se eliminó la conexión entre ambas y las dos líneas a Wadebridge se operaron como dos líneas individuales. Esta configuración pasó a ser operativa a partir del 4 de febrero de 1907.
El puente de Ruthern se había habilitado originalmente para facilitar el acceso a varias minas de minerales pequeñas en el área inmediata, pero su producción se fue reduciendo paulatinamente en el siglo XX y el último tren desde las minas circuló el 29 de noviembre de 1933, y su conexión a la línea principal se canceló el 1 de enero de 1934.
Durante la Segunda Guerra Mundial, un tren blindado LNER Clase F4 impulsado por un motor de tanque con base en Wadebridge para patrullar la "Línea de Contención de Bodmin", que cubría la totalidad del B&W desde Padstow a Bodmin, y también la línea de Bodmin a Fowey. Hasta 1941, el tren estuvo permanentemente listo para entrar en servicio, siendo tripulado por miembros del del Real Regimiento de Tanques, de los Reales Ingenieros y por soldados polacos. Aunque no se consideraba un objetivo de alto valor estratégico, el ferrocarril no escapó totalmente ileso de la guerra, ya que un ataque de la aviación alemana lanzado el 7 de agosto de 1941 produjo daños al estallar una bomba en la estación Bodmin North y un tren de municiones fue ametrallado mientras subía desde Boscarne Junction hacia Bodmin General.
La estación de Bodmin pasó a llamarse Bodmin North el 26 de septiembre de 1949, y la estación del GWR pasó a llamarse Bodmin General. La estación del B&W fue eliminada el 3 de enero de 1966 y se convirtió en una parada el 18 de abril de 1966, un caso inusual de una parada en una estación terminal.
Se construyó una moderna planta de secado de arcilla junto a la línea de Wenfordbridge, justo al norte de Poley's Bridge Road, en algún momento antes de 1962. La arcilla de porcelana se canalizaba como una lechada desde Stannon Moor, a más de cuatro millas de distancia, y el producto seco se transportaba en tren.
A partir de 1964 se hicieron economías estrictas en la línea, que después de todo tenía dos servicios de tren desde dos estaciones diferentes de Bodmin. El 15 de junio se inauguró un nuevo andén denominado Boscarne Exchange. Los trenes de Bodmin General a Wadebridge paraban aquí, y un ferrobús diésel operaba una conexión de enlace entre este punto y la estación original de Bodmin y Wadebridge. Los ferrobuses tenían escalones para permitir que los pasajeros pudieran descender al "andén" de la línea del B&W, que estaba al nivel del suelo. No había acceso público hacia y desde la estación, que era solo para transferencia inmediata entre los dos trenes. La iluminación se realizaba con lámparas de aceite ¡todavía en 1964!
En 1966, se cerró la línea del Norte de Cornualles entre Halwill y Wadebridge y, durante un breve período, los trenes de Bodmin y Wadebridge fueron la única conexión con Padstow.
De hecho, los servicios de pasajeros terminaron el 30 de enero de 1967. Las instalaciones de mercancías en Wenfordbridge se dieron de baja el 1 de mayo de 1967 y la línea se convirtió en un ramal dedicado a los apartaderos privados de arcilla caolinítica, obteniendo acceso a la red ferroviaria a través de Bodmin General (dando marcha atrás) y Bodmin Road. La línea cerró en 1983.
En 1974 se formó una sociedad de preservación, que se convirtió en el Ferrocarril de Bodmin y Wenford, que ha creado un exitoso museo ferroviario en Bodmin General y hace funcionar trenes de pasajeros de vapor a Bodmin Parkway y Boscarne. Su objetivo es extenderse desde Boscarne Junction hasta Wadebridge, sobre la ruta de la línea de Bodmin y Wadebridge.

## Material rodante

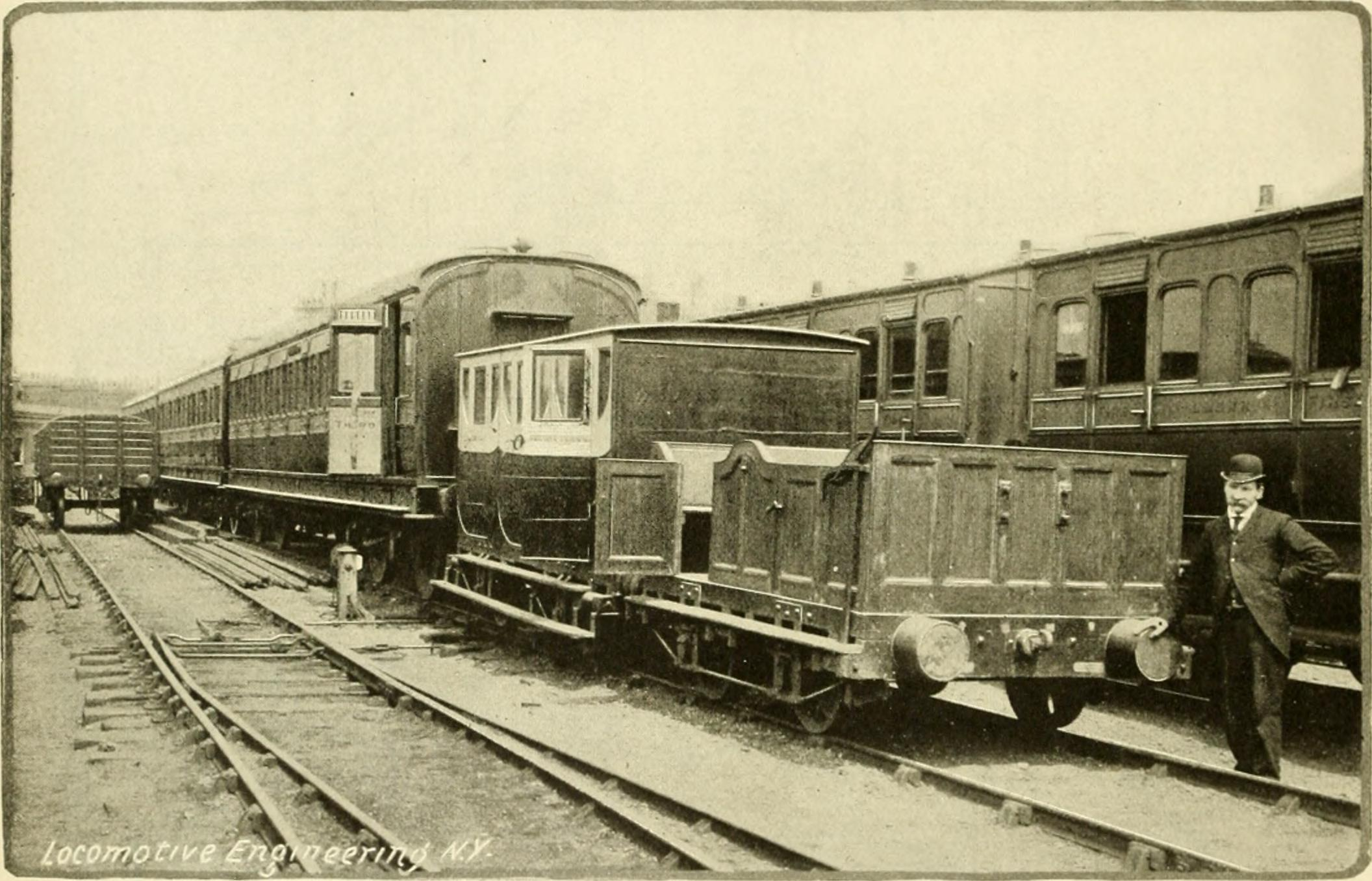
"El material rodante más antiguo de Inglaterra. Ramal de Bodmin & Waterbridge, Ferrocarril de Londres y del Suroeste, en uso durante cincuenta años" en 1896

El Museo Museo del Ferrocarril Nacional incluye tres coches de pasajeros construidos para el Ferrocarril de Bodmin y Wadebridge cuando se inauguró en 1834. El coche de tercera clase abierto se asemeja a un vagón de mercancías abierto con tablones como asientos y puertas que se abren, el coche de segunda clase está cerrado con dos compartimentos y el coche de primera clase (mixto primera/segunda) fue construido para parecerse a los carruajes tirados por caballos contemporáneos y tiene asientos tapizados. Los tres disponen de topes y ruedas de hierro fundido. Los vagones se descubrieron en un cobertizo del ferrocarril y se exhibieron en la Estación de Waterloo en 1915 antes de pasar a formar parte de la colección nacional en 1975.
Cuando el material rodante llegó a homogeneizarse con el resto de la red, la antigüedad de la vía causó algunos problemas. Se realizó una prueba con una locomotora SECR Clase P 0-6-0, que fue un fracaso debido a la debilidad de la vía y a sus cerradas curvas, lo que dificultaba su funcionamiento. En consecuencia, tres locomotoras LSWR Clase 0298, máquinas victorianas diseñadas para el tráfico de pasajeros urbano, se mantuvieron en la línea mucho más allá de su vida útil y se convirtieron en una atracción en el oeste de Inglaterra para los entusiastas de las locomotoras de vapor, y C. Hamilton Ellis las identificó como supervivientes prodigiosas ya en 1949. Finalmente fueron reemplazadas en 1962 por locomotoras tipo tanque diseñadas para muelles portuarios del modelo GWR Clase 1366, después de que la línea se transfiriese a la Región Oeste de los British Railways.

## Lectura adicional
- Whishaw, Francis (1842). The Railways of Great Britain and Ireland Practically Described and Illustrated (2nd edición). London: John Weale. pp. 34-38. OCLC 833076248.